# Johann Ehrlich
Johann Evangelista Ehrlich (* 10. November 1819 in Wiesent; † 19. Februar 1860 in Landshut) war ein deutscher Orgelbauer.

## Leben und Werk

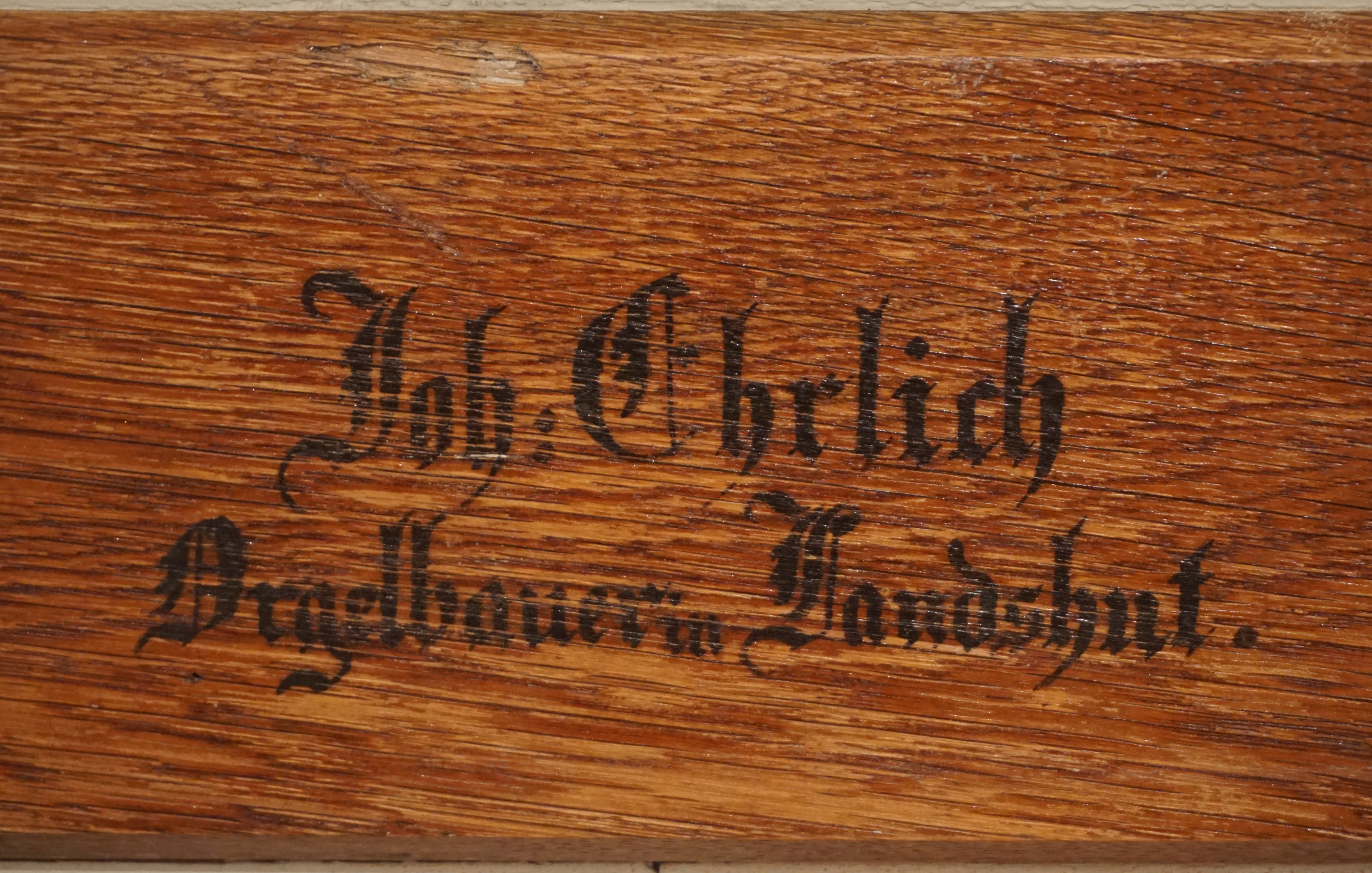
Firmenschild an der Orgel der Kirche St. Johannes der Täufer in Unterunsbach

Johann Ehrlich, ein Mitglied der weit verzweigten Orgelbauerfamilie Ehrlich, wurde als Sohn von Georg Adam Ehrlich d. Ä. (* 30. Dezember 1777 in Lauingen; † 30. Dezember 1848 in Passau) geboren. Sein älterer Bruder war Anton Ehrlich. Mit dem Umzug der väterlichen Firma kam er nach Passau und lernte bei seinem Vater das Orgelbauhandwerk. Er übernahm 1843 die Firma des kinderlosen Orgelbauers Joseph Schweinacher in Landshut. Dort heiratete er am 22. April 1845 in der St.- Martins-Kirche die Apothekerstochter Walburga Hofbauer (geb. 1824). Das Ehepaar wohnte in der Herrengasse Nr. 374. Seine Frau starb früh. 
Obwohl auch Johann Ehrlich bereits im Alter von 40 Jahren verstarb, konnte er zahlreiche Orgeln mit mechanischer Traktur in Niederbayern, Oberbayern und in der südlichen Oberpfalz erbauen, von denen verhältnismäßig viele Instrumente noch erhalten sind. Er baute die Prospekte meist mit dreiteiligen Flachfeldern, wobei das mittlere überhöht ist. Neben einigen neugotischen Aufbauten sind die nachklassizistischen Varianten eher für Ehrlichs Stil typisch. Der Klang der Instrumente ist zeitgemäß brillant, die Register zeichnen sich durch eine ausgeprägte Charakteristik aus. Seine Arbeit beeinflusste auch Martin Hechenberger. 
Um seine Firma bewarben sich nach seinem Tod Franz Strauß und sein Verwandter Johann Rödl Ehrlich. Die Werkstatt übernahm Franz Strauß, aber auch Johann Rödl Ehrlich erhielt in Landshut eine Konzession als Orgelbauer.

## Werkliste (Auszug)
| Jahr    | Ort                      | Gebäude                 | Bild | Manuale | Register | Bemerkungen |
| ------- | ------------------------ | ----------------------- | ---- | ------- | -------- | --- |
| 1845    | Seyboldsdorf             | St. Johann              |      | I/P     | 6        | nicht erhalten |
| 1849    | Landshut                 | Heilig-Geist-Kirche     |      | II/P    | 18       | |
| 1852    | Paring                   | Kloster Paring          |      | I/P     | 10       | erhalten |
| 1853    | Niederaichbach           |                         |      | I/P     | 8        | erhalten, ursprünglich für Reichersdorf |
| 1854    | Niederviehbach           |                         |      | II/P    | 11       | erhalten, um Auxiliare erweitert |
| 1854    | Ruprechtsberg            | St. Rupert              |      | I/P     | 8        | erhalten → Orgel |
| 1855    | Biburg                   | Maria Immaculata        |      | I/P     | 9        | Aufstellung geändert |
| 1855    | Gisseltshausen           | St. Ulrich              |      | I/P     | 7        | in den 1950er Jahren nach Helchenbach verkauft, 1970 durch Hermann Kloss restauriert, in der dortigen Filialkirche St. Florian erhalten (Bild) → Orgel |
| 1855    | Lindkirchen              | Mariä Lichtmess         |      | I/P     | 9        | erhalten |
| um 1855 | Unterunsbach (Essenbach) | St. Johannes der Täufer |      | I/P     | 4        | → Orgel |
| 1856    | Traunstein               | St. Oswald              |      | II/P    | 24       | Gehäuse erhalten, seit 2020 Neubau von Klais → Orgel                                                                                                   |
| 1857    | Landshut                 | Kloster Seligenthal     |      | II/P    | 12       | |
| 1857    | Weigendorf               | St. Leonhard            |      | I/P     | 4        | → Orgel |
| 1858    | Wendelskirchen           |                         |      | II/P    | 18       | |
| 1859    | Landshut                 | St. Sebastian           |      | I/P     | 7        | |
| 1860    | Rudelzhausen             |                         |      | I/P     | 9        | |